# Линт (река)
Линт (на немски: Linth) е река в Швейцария, която започва от Гларнските Алпи (от ледник в подножието на техния първенец Тьоди на 1029 m) и завършва вливайки се в Цюрихското езеро на 406 m надморска височина. Оттам изтича под друго име - Лимат. До езерото Валензее тече изцяло през кантон Гларус, а след това по границата със Санкт Гален. Нейната водна енергия е условието в Гларус още преди векове да се развие успешна текстилна индустрия. От 1796 до 1803 г. френските окупационни власти създават в Хелветската република отделен кантон, който носи името на реката.

## Течение
Линт е част от речната система на Рейн, тъй като Лимат се влива в Аар, а тя е ляв приток на голямата река. Дълга е 65,3 km, има водосборен байсейн от 1061 km² и средногодишен отток 55 m³/s. До Валензее тече предимно на североизток, ограждайки Швицките Алпи и техния най-висок масив - Глерниш. В тази част реката издълбава дълбоко и красиво дефиле, изпълнено със скали, където водата бучи и се вие. Неговата величественост привлича много туристи всеки ден. Между двете ледникови езера Валензее и Цюрихзее посоката е на северозапад, но там реката вече е укротена. Освен Гларус край нея са разположени селищата Линтал (1088 д.), Шванден (2392 д.) и Нефелс (4021 д.).

## Притоци
- Зернф (десен) - влива се при Шванден на 528 m н. в.
- Льонч (ляв) - извира от масива Глерниш и минава през Кльонталското езеро
- Зец (десен) - най-голям (33 km), влива се през езерото Валензее на 419 m н. в.

## Линтканал
От 1807 до 1823 г. течението на реката в долната част е коригирано чрез едно от най-големите инженерни мероприятия в Швейцария от този период. В израз на солидарност федералното правителство решава проблема с наводненията, от които страда населението край реката и особено в долната равна част на долината. В края на ХVІІІ в. това заплашва да достигне размерите на катастрофа. Изкуственото легло на реката (наричано Линтканал) позволява водата безпрепятсвено да стига до Цюрихското езеро.